# Cladonia multipartita
Cladonia multipartita är en lavart som först beskrevs av Johannes Müller Argoviensis och som fick sitt nu gällande namn av Teuvo Ahti. 
Cladonia multipartita ingår i släktet Cladonia och familjen Cladoniaceae. Inga underarter finns listade i Catalogue of Life.